# 胎児の回旋
胎児の回旋（たいじのかいせん）とは正常分娩における胎児の娩出プロセスである。

## 正常の回旋

### 第一回旋
- 横軸回旋である。
- 骨盤入口部より骨盤腔に侵入する際、児頭が前屈して、小泉門が先進部となり小斜頸周囲で通過する。
- 同時に固定も行われる。

### 第二回旋
- 縦軸回旋である。
- 小泉門が前方（母体の腹部側）に向かうように回転するので、矢状縫合が横径から縦径に一致するように回旋する。
- 児頭は骨盤濶部で第二回旋を行いながら、骨盤出口部へ向かう。

### 第三回旋
- 横軸回旋である。
- 第一回旋とは逆に児頭が反屈して骨産道をでる。

### 第四回旋
- 縦軸回旋であり、胎向回旋でもある。
- 肩の向きが横径から縦径に一致するように回旋するので、娩出された児頭の後頭が再び側方へ向かう。

## 回旋の異常
ここでは狭義では回旋の異常には含まれないが、分娩プロセスの異常をいくつか述べる。